# Hryhorij Kwitka-Osnowjanenko

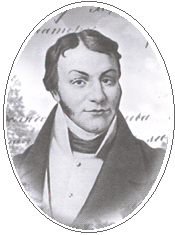
H. Kwitka

Hryhorij Fedorowytsch Kwitka-Osnowjanenko (ukrainisch Григорій Федорович Квітка-Основ'яненко; * 29. November 1778 in Osnowa, heute ein Vorort von Charkiw; † 20. August 1843 in Charkiw) war ein ukrainischer Schriftsteller, Journalist und Dramatiker. Er gilt als Begründer der ukrainischen Novellistik.

## Leben
Hryhorij Kwitka wurde 1778 im Dorf Osnowa in der Nähe der Stadt Charkiw geboren. Den Künstlernamen „Osnowjanenko“ nahm er später als eine Art Hommage an seinen Geburtsort an, als er seine literarische Laufbahn begann. Kwitka erkrankte in jungen Jahren und blieb bis zu seinem sechsten Lebensjahr blind. Im Alter von 23 Jahren trat er dem Kuriazh Kloster in der Nähe von Charkiw bei, welches er knapp vier Jahre lang besuchte. Die Religiosität sollte sowohl in seinem Leben, als auch in seinem Schaffen eine zentrale Rolle behalten. 1812 entstand in Charkiw eine feste Theatergruppe, in der sich Kwitka als Schauspieler, Dramaturg und später als Historiker beteiligte. In derselben Zeit beteiligte sich Kwitka an vielen Initiativen zur Förderung der Bildungssituation von Frauen.
Von 1816 bis 1821 war er als Redakteur beim "Ukrainskij Vestnik" tätig, einem der ersten Literaturmagazine in der Ukraine, wo er auch Kurzgeschichten und Gedichte veröffentlichte. Jedoch sollte Kwitka-Osnojanenko sein literarisches Talent erst in den 30er Jahren des 19. Jahrhunderts unter Beweis stellen, als er anfing, Kurzgeschichten in ukrainischer Sprache zu schreiben.

## Schaffen
Kwitkas literarisches Schaffen begann erst relativ spät, zuerst auf Russisch und später auf Ukrainisch. Seine Malorossiskie anekdoty (Kleinrussischen Anekdoten) wurden von 1820 bis 1822 geschrieben und 1822 veröffentlicht. Als ein Mitglied der provinziellen Oberschicht, welche die existierenden gesellschaftlichen und politischen Umstände als unveränderbar ansah, thematisierte Kwitka in seinen Werken nie soziale oder politische Missstände, vielmehr sah er zunächst das Schreiben in ukrainischer Sprache mehr als eine Art des Zeitvertreibs. Seine erste ukrainische Kurzgeschichte und die erste Geschichte der modernen ukrainischen Literatur „Saldats’kij patret: Latyns’ka pobrechen’ka po našomu rozkazana“ (Porträt eines Soldaten: Eine lateinische Erzählung in unserer Sprache, 1833) ist ganz in der Tradition von Iwan Kotljarewskyj in komisch-satirischer Färbung gehalten. In gewissem Maße gehören seine anderen humorösen Novellen „Parchymove snidannia“ (Parchyms Treffen, 1841), „Pidbrechach“ (Der zweite Ehestifter, 1843), und „Kupovanyj rozum“ (Gekaufte Intelligenz, 1842) zum selben Genre.
Viel bedeutender war allerdings seine Novellensammlung „Malorossiskie povesti“ (Kleinrussische Novellen, 2 Bände, 1834, 1837), welche „Marusia“, „Serdešna Oksana“ (Unglückliche Oksana), „ščyra liubov“ (Aufrichtige Liebe), „Bozhi dity“ (Kinder Gottes), „Perekotypole“, und andere Geschichten beinhaltete. In diesen bewegt er sich hinaus aus seinem bisherigen satirischen Kontext und zeigte, dass die ukrainische Sprache auch für ernste Themen benutzt werden kann. Diese Erzählungen hatten einen großen Einfluss auf die folgende Entwicklung der ukrainischen Literatur und bescherten Kwitka den Titel „Vater der ukrainischen Prosa“. Mit Plots ohne jegliche Form von sozialen Konflikten, und Charakteren, welche Vorbilder für Sittsamkeit und Religiosität darstellen, sind Kwitkas ernsthafte Erzählungen ein typisches Beispiel für den ukrainischen Sentimentalismus, welcher sowohl auf schriftlichen, als auch auf mündlichen Traditionen beruht. Seine simple Schreibweise ist das beste Beispiel für den weit verbreiteten Glauben, auf Ukrainisch zu schreiben bedeute, ein Thema durch die Augen des einfachen Volkes zu betrachten.
Kwitkas genießt auch für sein Schaffen als Dramaturg ungebrochene Beliebtheit. Zu nennen wären hier die Komödien „Svatannia na Honcharivci“ (Partnervermittlung bei Honcharivka, 1836), „Šel’menko, volostnoj pysar“ (Šel’menko, der Ortsgelehrte, 1831), und „Šel’menko-denščyk“ (Šel’menko, der Offiziersbursche, 1837). Zudem verfasste er einige Komödien auf Russisch, wie etwa „Priezžij iz stolicy, ili sumatocha v uezdnom gorodje“ (1840), welche einige Kritiker als Vorläufer von Nikolaj Gogols Revisor ansehen. Sein berühmtestes Werk auf russischer Sprache ist der Roman „Pan Chaliavskji“ (Herr Chaliavskij, 1839).

## Bekannteste Werke
- Конотопська відьмa (Konotps’ka Vid’ma - Die Hexe von Konotop) (1833)
- Маруся (Marusja) (1832)
- Салдацкий патрет (Saldackij patret) (1833)
- Сватання на Гончарівці (Svatannja na Hončarivci) (1835)
- Сердешна Оксана (Serdešna Oksana) (1841)
- Козир-дівка (Kozyr-divka) (1838)
- Ганнуся (Hannucja) (1839)